# Зальцбургская месса
Зальцбургская месса для 53-х голосов (лат. Missa Salisburgensis, à 53) — церковное многохорное произведение на ординарные молитвословные тексты католической мессы. Зальцбургская месса является, пожалуй, самым масштабным религиозным музыкальным произведением эпохи барокко из дошедших до нас. Автором этой духовной музыки, был, по-видимому, немецкий композитор чешского происхождения Хенрих Игнац Франц фон Бибер, однако долгое время она приписывалась Орацио Беневоли или Андреасу Хоферу.

## История открытия
Эта архетипическая работа так называемого «колоссального барокко» была заново открыта в 1870-х годах в доме зальцбургского зеленщика, едва не сделавшись обёрткой для овощей. В конце 19-го века музыковеды, в частности Август Вильгельм Амброс и Франц Ксавьер Елинек, отнесли произведение к Орацио Беневоли и утверждали, что оно было выполнено в 1628 году. Однако в середине 1970-х, на основе современных методов анализа почерка, водяных знаков и исторических данных Эрнст Хинтермайер (Hintermaier) поставил под сомнение авторство Беневоли и доказал, что рукопись была написана в 1682 году в ознаменование 1100-летия Зальцбургского архиепископства. В 2015 году исследователь окончательно признал, что исключает Беневоли из списка предполагаемых авторов и считает, что «единственным возможным сочинителем мессы был Хенрих Игнац Франц фон Бибер». Признание Бибера автором сегодня является общепринятым.

## Состав
- Choro I: SSAATTBB
- Choro II: 2 скрипки, 4 альта
- Choro III: 4 флейты, 2 гобоя, 2 высокие трубы (clarini)
- Choro IV: 2 цинка (корнета), 3 тромбона
- Choro V: SSAATTBB
- Choro VI: 2 скрипки, 4 альта
- Loco I: 4 натуральные трубы, литавры
- Loco II: 4 натуральные трубы, литавры
- Орган и Basso continuo

NB! «Хорами» здесь именуются как вокальные, так и инструментальные группы исполнителей, а «голосами» — любые партии, инструментальные и вокальные. Группы вокалистов в партитуре объединены в Хор I и Хор V (оба — одинаковой структуры), где используются в целом 16 сольных (in concerto) и хоровых (in cappella) партий.

## Издания
- A Catalog of Music for the Cornett (Bruce Dickey, Michael Collver); Университет Индианы, 1996 ISBN 0-253-20974-9
- Denkmäler der Tonkunst in Österreich, Вена: Универсальный издание, 1894—1938, том 20
- The King’s Music edition (1997).
- Missa Salisburgensis, большое факсимиле рукописи в библиотеке Музей Каролино Августеум, Зальцбург (Salzburg: Anton Pustet, 1969).
- Orazio Benevoli Opera Omnia, ed. L. Feininger, Monumenta liturgiae Polychoralis Sanctae Ecclesiae Romane, (Рим, 1966-).